# Пюха (Сааремаа)
Пю́ха (эст. Püha), ранее Пю́хакюла (эст. Pühaküla), Ки́рикукюла (эст. Kirikuküla) и Ки́рику (эст. Kiriku) — деревня в волости Сааремаа уезда Сааремаа, Эстония.
До административной реформы местных самоуправлений Эстонии 2017 года входила в состав волости Пихтла (упразднена).

## География и описание
Расположена в 12,5 км к северо-востоку от волостного и уездного центра — города Курессааре. Высота над уровнем моря — 21 метр. 
Климат умеренный. Официальный язык — эстонский. Почтовый индекс — 94117.

## Население
По данным переписи населения 2021 года, в Пюха насчитывалось 68 жителей, все — эстонцы.
По данным переписи населения 2011 года, в деревне проживали 67 человек, из них 66 (98,5 %) — эстонцы.
Численность населения деревни Пюха по данным переписей населения:
| Год  | 1959 | 1970  | 1979  | 1989  | 2000 | 2011 | 2021 |
| ---- | ---- | ----- | ----- | ----- | ---- | ---- | ---- |
| Чел. | 166  | ↗ 230 | ↘ 137 | ↘ 127 | ↗ 90 | ↘ 67 | ↗ 68 |

## История
Впервые упоминается в 1453 году (Pya). Около 1900 года упоминается как Пюхакюла (с эст. — «Святая деревня»), в списках [[[Эстонская Республика (1918—1940)|1923 года]] есть деревня Кирику (с эст. — «Церковная») и церковное поселение Пюха (с эст. — «Святое»). В 1930-е годы деревня упоминается как Кирикукюла (в народе также Кергу, эст. Kergu); в 1977 году было возвращено её старинное название — Пюха. 
Хутора на западной стороне деревни Пюха, которые раньше принадлежали мызе Пихтендаль (нем. Pichtendahl, Пихтла, эст. Pihtla mõis), назывались деревней Висса (эст. Vissa), здесь также находится одноименный хутор (в 1738 году упоминается как Wissa Ties). 
В 1977 году в деревней Пюха была объединена деревня Копли (эст. Kopli) — бывшее церковное поселение Пюха, получившее это название в 1939 году. 

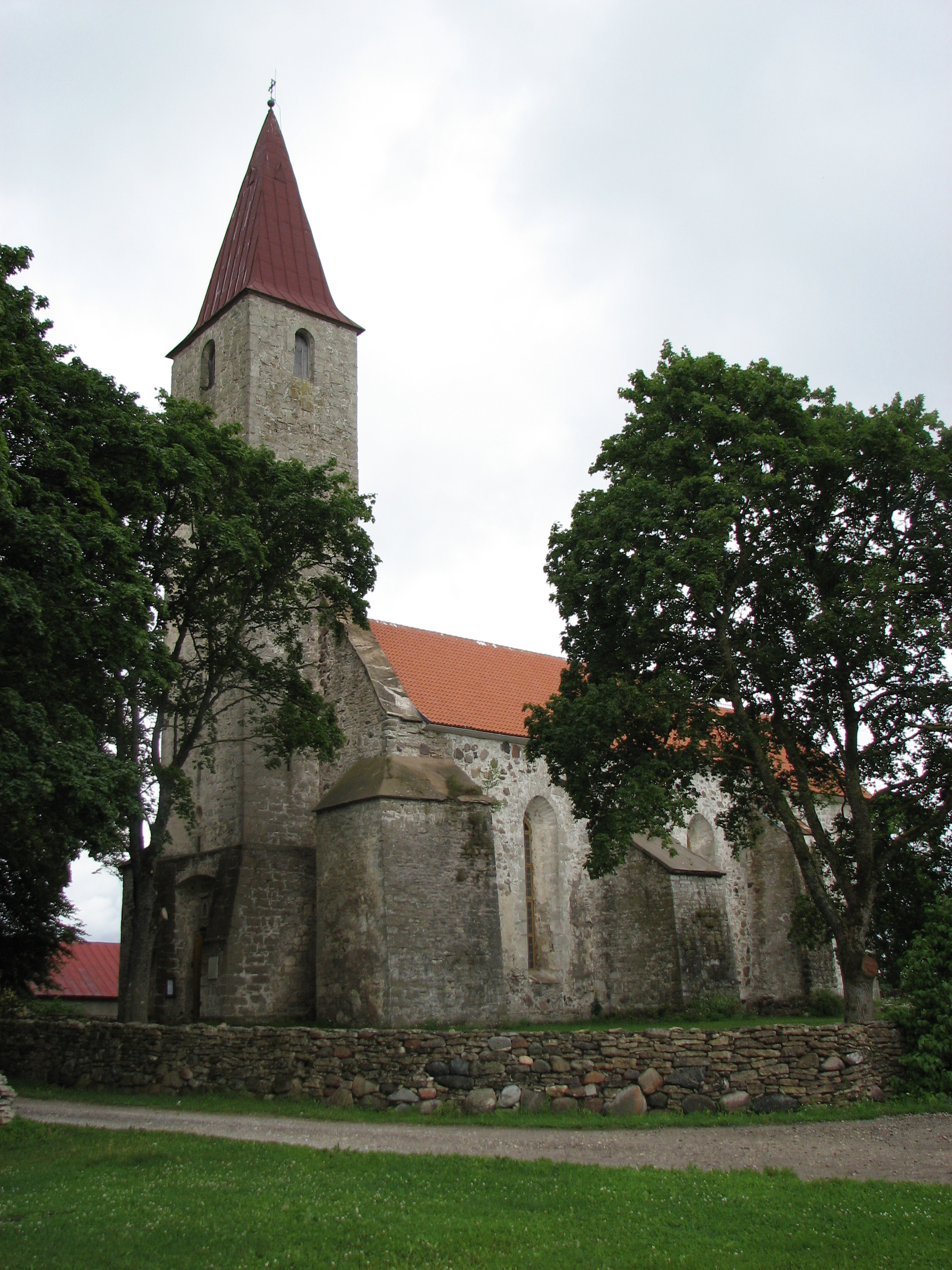
Церковь Святого Иакова в деревне Пюха летом 2007 года

Во второй половине XIII века здесь была построена церковь Святого Иакова — одно из старейших зданий на Сааремаа, возведённое как церковь-крепость (). Временный деревянный неф был заменён на каменный во второй половине XVI века, когда церковь стала центром независимого прихода Пюха. В ходе Ливонской войны войска Ивана IV сожгли церковь до стен, взяв в осаду прятавшихся в церковных подземельях крестьян. Церковь была восстановлена примерно в 1603 году, шпиль башни, стоявший до 2013 года, был возведён в 1924 году (архитектор И. А. Гальнбек). Из-за повреждения насекомыми шпиль в 2013 году был снят и заменён временным покрытием; в 2014 году был возведён новый шпиль. На эту работу Совет по охране наследия выделил 100 000 евро; кроме того, стоимость проекта составила около 6000 евро, а снос старого шпиля — 8500 евро.  
В начале XIX века на территории деревни была основана церковная мыза Пюха (нем. Pastorat Pyha, эст. Püha kirikumõis), на землях которой после реформы 1919 года сформировалось церковное поселение Пюха. 
На военно-топографических картах Российской империи (1846–1863 годы), в состав которой входила Эстляндская губерния, деревня обозначена как Пюхакула, а церковная мыза — как мз. С. Пюха. 
В 1948 году на расположенной на территории деревни братской могиле советских воинов, павших во Второй мировой войне (исторический памятник с 1995 до 2023 года, число захороненных — 20 чел.), был установлен памятник, который в 1974 году заменили на новый (автор — Маре Микофф). На нём изображён склонивший голову мужчина и выбиты даты «1941—1945». В протоколе от 30 ноября 2022 года рабочая группа по советским памятникам при Госканцелярии Эстонии признала памятник «нейтральным монументом», т. е. не подлежащим демонтажу (см. Список советских военных памятников Эстонии).

## Комментарии
1. ↑  Эстонские топонимы, оканчивающиеся на -а, не склоняются и не имеют женского рода (исключение — Нарва)[6].